# NGC 7275
NGC 7275 је спирална галаксија у сазвежђу Пегаз која се налази на NGC листи објеката дубоког неба.
Деклинација објекта је + 32° 26' 49" а ректасцензија 22h 24m 17,3s. Привидна величина (магнитуда) објекта NGC 7275 износи 14,2 а фотографска магнитуда 15,1. NGC 7275 је још познат и под ознакама UGC 12025, MCG 5-52-19, CGCG 494-25, PGC 68774.